# Pallavolo Scandicci Savino Del Bene 2024-2025
Questa voce raccoglie le informazioni riguardanti la Pallavolo Scandicci Savino Del Bene nelle competizioni ufficiali della stagione 2024-2025.

## Stagione
La Pallavolo Scandicci Savino Del Bene partecipa per l'undicesima volta alla Serie A1; chiude la regular season di campionato al terzo posto in classifica, qualificandosi per i play-off scudetto: esce nella serie delle semifinali, battuta dalla Pro Victoria.
Grazie al secondo posto al termine del girone di andata di campionato, la Savino Del Bene si qualifica per la Coppa Italia: è estromessa dalla competizione a seguito della sconfitta in semifinale contro la Pro Victoria.
I risultati ottenuti nella stagione precedente permettono l'accesso alla Champions League: passata la fase a gironi al primo posto nel proprio raggruppamento, ha la meglio nei quarti di finale sul Budowlani Łódź e in semifinale sul VakıfBank, poi poi perdere la finale con l'Imoco.

## Organigramma societario
Area direttiva
- Presidente: Sergio Bazzurro
- Vicepresidente: Luciano Ciofi
- Direttore generale: Francesco Paoletti
- Segreteria: Gabriele Marchi
- Team manager: Simona Musumeci
- Logistica: Marco Benocci, Lorenzo Taccetti
- Responsabile campo e videocheck: Fabio Biffi
- Safeguarding officer: Roberto Zaffina

Area tecnica
- Allenatore: Stéphane Antiga (fino al 15 ottobre 2024), Marco Gaspari (dal 15 ottobre 2024)
- Allenatore in seconda: Sándor Kántor
- Assistente allenatore: Andrea Panzieri, Antonio Orlandi
- Scout man: Fabio Gabban

Area comunicazione
- Addetto stampa: Fabio Ferri
- Fotografo: Maurizio Anatrini
- Social media manager: Gherardo Dardanelli
- Relazioni Esterne: Veronica Angeloni
- Speaker: Daniele Fallani

Area marketing
- Responsabile marketing: Giuseppe Tonini

Area sanitaria
- Medico:Eligio Cavalli, Monica Fabbri
- Fisioterapista: Sebastiano Cencini, Giacomo Antonini
- Osteopata: Matteo Gori
- Nutrizionista: Cristian Petri, Alessandra Simone

## Rosa
| N° | Nome                  | Ruolo | Data di nascita   | Nazionalità sportiva |
| -- | --------------------- | ----- | ----------------- | -------------------- |
| 3  | Manuela Ribechi       | L     | 15 febbraio 2004  | Italia               |
| 4  | Britt Herbots         | S     | 24 settembre 1999 | Belgio               |
| 5  | Brenda Castillo       | L     | 5 giugno 1992     | Rep. Dominicana      |
| 6  | Lindsey Ruddins       | S     | 5 novembre 1997   | Stati Uniti          |
| 7  | Anna Kotikova         | S     | 13 ottobre 1999   | Russia               |
| 8  | Giulia Mancini        | C     | 23 maggio 1998    | Italia               |
| 10 | Maja Ognjenović       | P     | 6 agosto 1984     | Serbia               |
| 11 | Beatrice Parrocchiale | L     | 26 dicembre 1995  | Italia               |
| 12 | Kara Bajema           | S     | 24 marzo 1998     | Stati Uniti          |
| 13 | Emma Graziani         | C     | 16 agosto 2002    | Italia               |
| 14 | Linda Nwakalor        | C     | 17 settembre 2002 | Italia               |
| 15 | Ana Carolina da Silva | C     | 8 aprile 1991     | Brasile              |
| 16 | Indy Baijens          | C     | 4 febbraio 2001   | Paesi Bassi          |
| 17 | Ekaterina Antropova   | O     | 19 marzo 2003     | Italia               |
| 18 | Camilla Mingardi      | O     | 19 ottobre 1997   | Italia               |
| 21 | Argentina Ung         | P     | 25 aprile 2002    | Messico              |
| 23 | Giulia Gennari        | P     | 23 giugno 1996    | Italia               |

## Mercato
| Acquisti                               | Acquisti         | Acquisti          | Acquisti   |
| R.                                     | Nome             | da                | Modalità   |
| -------------------------------------- | ---------------- | ----------------- | ---------- |
| C                                      | Indy Baijens     | Schweriner        | definitivo |
| S                                      | Kara Bajema      | Jakarta BNI       | definitivo |
| L                                      | Brenda Castillo  | Pro Victoria      | definitivo |
| P                                      | Giulia Gennari   | Bergamo           | definitivo |
| C                                      | Emma Graziani    | Firenze           | definitivo |
| S                                      | Anna Kotikova    | Volero Le Cannet  | definitivo |
| O                                      | Camilla Mingardi | Gresik Petrokimia | definitivo |
| Trasferimenti nel corso della stagione |                  |                   |            |
| C                                      | Giulia Mancini   | Firenze           | definitivo |
| L                                      | Manuela Ribechi  | Firenze           | definitivo |
| P                                      | Argentina Ung    | Arizona State     | definitivo |

| Cessioni                               | Cessioni           | Cessioni        | Cessioni   |
| R.                                     | Nome               | a               | Modalità   |
| -------------------------------------- | ------------------ | --------------- | ---------- |
| C                                      | Sara Alberti       | Chieri '76      | definitivo |
| L                                      | Martina Armini     | Bergamo         | definitivo |
| P                                      | Isabella Di Iulio  | Olympiakos      | definitivo |
| O                                      | Bintu Diop         | Sant'Anna       | definitivo |
| L                                      | Enrica Merlo       | -               | ritirata   |
| S                                      | Pola Nowakowska    | Pałac Bydgoszcz | definitivo |
| S                                      | Zhu Ting           | Imoco           | definitivo |
| S                                      | Francesca Villani  | AGIL            | definitivo |
| C                                      | Haleigh Washington | LOVB Salt Lake  | definitivo |
| Trasferimenti nel corso della stagione |                    |                 |            |
| C                                      | Indy Baijens       | Firenze         | definitivo |

## Risultati

### Serie A1

#### Girone di andata
| 1ª giornata - 5 ottobre 2024 PalaWanny, Firenze                             | Savino Del Bene | 3 - 0 | Cuneo Granda         | 25-18, 25-18, 26-24               |
| 2ª giornata - 13 ottobre 2024 PalaWanny, Firenze                            | Firenze         | 0 - 3 | Savino Del Bene      | 22-25, 22-25, 23-25               |
| 3ª giornata - 20 ottobre 2024 PalaWanny, Firenze                            | Savino Del Bene | 3 - 0 | Black Angels Perugia | 25-15, 25-21, 25-15               |
| 4ª giornata - 27 ottobre 2024 PalaPiantanida, Busto Arsizio                 | UYBA            | 3 - 1 | Savino Del Bene      | 25-22, 23-25, 25-20, 25-20        |
| 5ª giornata - 30 ottobre 2024 PalaWanny, Firenze                            | Savino Del Bene | 3 - 0 | Talmassons           | 25-18, 25-21, 25-13               |
| 6ª giornata - 3 novembre 2024 PalaVerde, Villorba                           | Imoco           | 3 - 0 | Savino Del Bene      | 25-20, 25-23, 30-28               |
| 7ª giornata - 10 novembre 2024 PalaWanny, Firenze                           | Savino Del Bene | 3 - 0 | Bergamo 1991         | 25-22, 25-18, 25-21               |
| 8ª giornata - 17 novembre 2024 PalaCampanara, Pesaro                        | Megavolley      | 1 - 3 | Savino Del Bene      | 25-16, 20-25, 22-25, 20-25        |
| 9ª giornata - 23 novembre 2024 Palazzetto dello Sport, Roma                 | Roma Club       | 1 - 3 | Savino Del Bene      | 22-25, 25-16, 17-25, 21-25        |
| 10ª giornata - 1º dicembre 2024 PalaWanny, Firenze                          | Savino Del Bene | 3 - 1 | Chieri '76           | 25-16, 21-25, 25-18, 25-12        |
| 11ª giornata - 4 dicembre 2024 Palazzetto dello Sport, Villafranca Piemonte | Pinerolo        | 1 - 3 | Savino Del Bene      | 25-21, 23-25, 23-25, 25-27        |
| 12ª giornata - 8 dicembre 2024 PalaWanny, Firenze                           | Savino Del Bene | 3 - 2 | Pro Victoria         | 20-25, 25-21, 22-25, 25-20, 15-12 |
| 13ª giornata - 15 dicembre 2024 PalaTerdoppio, Novara                       | AGIL            | 3 - 2 | Savino Del Bene      | 24-26, 25-13, 25-19, 22-25, 15-10 |

#### Girone di ritorno
| 14ª giornata - 22 dicembre 2024 PalaCastagnaretta, Cuneo        | Cuneo Granda         | 1 - 3 | Savino Del Bene | 25-16, 19-25, 25-27, 15-25        |
| 15ª giornata - 26 dicembre 2024 PalaWanny, Firenze              | Savino Del Bene      | 3 - 1 | Firenze         | 27-29, 25-18, 25-13, 25-18        |
| 16ª giornata - 4 gennaio 2025 PalaEvangelisti, Perugia          | Black Angels Perugia | 1 - 3 | Savino Del Bene | 28-30, 22-25, 26-24, 22-25        |
| 17ª giornata - 12 gennaio 2025 PalaWanny, Firenze               | Savino Del Bene      | 3 - 0 | UYBA            | 25-18, 25-14, 25-17               |
| 18ª giornata - 15 gennaio 2025 Palazzetto dello Sport, Latisana | Talmassons           | 1 - 3 | Savino Del Bene | 25-19, 19-25, 17-25, 22-25        |
| 19ª giornata - 18 gennaio 2025 PalaWanny, Firenze               | Savino Del Bene      | 0 - 3 | Imoco           | 21-25, 14-25, 13-25               |
| 20ª giornata - 26 gennaio 2025 PalaFacchetti, Treviglio         | Bergamo 1991         | 1 - 3 | Savino Del Bene | 25-20, 19-25, 35-37, 23-25        |
| 21ª giornata - 2 febbraio 2025 PalaWanny, Firenze               | Savino Del Bene      | 0 - 3 | Megavolley      | 22-25, 23-25, 22-25               |
| 22ª giornata - 12 febbraio 2025 PalaWanny, Firenze              | Savino Del Bene      | 3 - 0 | Roma Club       | 25-18, 25-22, 25-23               |
| 23ª giornata - 15 febbraio 2025 PalaGianniAsti, Torino          | Chieri '76           | 0 - 3 | Savino Del Bene | 13-25, 20-25, 20-25               |
| 24ª giornata - 23 febbraio 2025 PalaWanny, Firenze              | Savino Del Bene      | 3 - 1 | Pinerolo        | 25-16, 19-25, 25-22, 32-30        |
| 25ª giornata - 26 febbraio 2025 Arena di Monza, Monza           | Pro Victoria         | 3 - 2 | Savino Del Bene | 25-22, 19-25, 25-21, 21-25, 15-11 |
| 26ª giornata - 1º marzo 2025 PalaWanny, Firenze                 | Savino Del Bene      | 1 - 3 | AGIL            | 20-25, 25-16, 22-25, 15-25        |

#### Play-off scudetto
| Quarti di finale (gara 1) - 9 marzo 2025 PalaWanny, Firenze             | Savino Del Bene | 3 - 1 | UYBA            | 25-14, 23-25, 25-14, 25-17        |
| Quarti di finale (gara 2) - 16 marzo 2025 PalaPiantanida, Busto Arsizio | UYBA            | 2 - 3 | Savino Del Bene | 25-19, 25-22, 23-25, 20-25, 20-22 |
| Semifinali (gara 1) - 23 marzo 2025 Palalido, Milano                    | Pro Victoria    | 3 - 0 | Savino Del Bene | 25-19, 25-22, 25-21               |
| Semifinali (gara 2) - 30 marzo 2025 PalaWanny, Firenze                  | Savino Del Bene | 2 - 3 | Pro Victoria    | 23-25, 23-25, 25-23, 25-20, 13-15 |
| Semifinali (gara 3) - 6 aprile 2025 Palalido, Milano                    | Pro Victoria    | 3 - 1 | Savino Del Bene | 16-25, 25-22, 25-22, 25-17        |

### Coppa Italia
| Quarti di finale - 29 dicembre 2024 PalaWanny, Firenze         | Savino Del Bene | 3 - 1 | Bergamo 1991 | 25-15, 25-16, 23-25, 25-16        |
| Semifinali - 8 febbraio 2025 Unipol Arena, Casalecchio di Reno | Savino Del Bene | 2 - 3 | Pro Victoria | 21-25, 25-19, 23-25, 25-19, 12-15 |

### Champions League

#### Fase a gironi
| 1ª giornata - 6 novembre 2024 Palazzo Wanny, Firenze                    | Savino Del Bene | 3 - 0 | Voluntari       | 25-20, 25-20, 25-12 |
| 2ª giornata - 13 novembre 2024 SCHARRena, Stoccarda                     | MTV Stoccarda   | 0 - 3 | Savino Del Bene | 17-25, 22-25, 21-25 |
| 3ª giornata - 27 novembre 2024 Hala widowiskowo-sportowa, Bielsko-Biała | BKS             | 0 - 3 | Savino Del Bene | 22-25, 22-25, 23-25 |
| 4ª giornata - 11 dicembre 2024 Palazzo Wanny, Firenze                   | Savino Del Bene | 3 - 0 | MTV Stoccarda   | 25-16, 25-12, 25-22 |
| 5ª giornata - 8 gennaio 2025 Sala Polivalentă, Bucarest                 | Voluntari       | 0 - 3 | Savino Del Bene | 20-25, 16-25, 16-25 |
| 6ª giornata - 22 gennaio 2025 Palazzo Wanny, Firenze                    | Savino Del Bene | 3 - 0 | BKS             | 25-20, 25-23, 25-15 |

#### Fase a eliminazione diretta
| Quarti di finale (andata) - 5 marzo 2025 Łódź Sport Arena, Łódź   | Budowlani Łódź  | 0 - 3 | Savino Del Bene | 22-25, 22-25, 21-25 |
| Quarti di finale (ritorno) - 12 marzo 2025 Palazzo Wanny, Firenze | Savino Del Bene | 3 - 0 | Budowlani Łódź  | 25-17, 25-17, 25-16 |
| Semifinali - 3 maggio 2025 Ülker Sports Arena, Istanbul           | VakıfBank       | 0 - 3 | Savino Del Bene | 12-25, 19-25, 21-25 |
| Finale - 4 maggio 2025 Ülker Sports Arena, Istanbul               | Imoco           | 3 - 0 | Savino Del Bene | 25-16, 25-21, 25-19 |

## Statistiche

### Statistiche di squadra
| Competizione     | Punti | In casa | In casa | In casa | In trasferta | In trasferta | In trasferta | Totale | Totale | Totale |
| Competizione     | Punti | G       | V       | P       | G            | V            | P            | G      | V      | P      |
| ---------------- | ----- | ------- | ------- | ------- | ------------ | ------------ | ------------ | ------ | ------ | ------ |
| Serie A1         | 58    | 15      | 11      | 4       | 16           | 10           | 6            | 31     | 21     | 10     |
| Coppa Italia     | -     | 1       | 1       | 0       | 0            | 0            | 0            | 2      | 1      | 1      |
| Champions League | 18    | 4       | 4       | 0       | 4            | 4            | 0            | 10     | 9      | 1      |
| Totale           | -     | 20      | 16      | 4       | 20           | 14           | 6            | 43     | 31     | 12     |

G = partite giocate; V = partite vinte; P = partite perse

### Statistiche dei giocatori
| Giocatore       | Serie A1 | Serie A1 | Serie A1 | Serie A1 | Serie A1 | Coppa Italia | Coppa Italia | Coppa Italia | Coppa Italia | Coppa Italia | Champions League | Champions League | Champions League | Champions League | Champions League | Totale | Totale | Totale | Totale | Totale |
| Giocatore       | P        | PT       | AV       | MV       | BV       | P            | PT           | AV           | MV           | BV           | P                | PT               | AV               | MV               | BV               | P      | PT     | AV     | MV     | BV     |
| --------------- | -------- | -------- | -------- | -------- | -------- | ------------ | ------------ | ------------ | ------------ | ------------ | ---------------- | ---------------- | ---------------- | ---------------- | ---------------- | ------ | ------ | ------ | ------ | ------ |
| E. Antropova    | 30       | 703      | 558      | 67       | 78       | 2            | 55           | 49           | 4            | 2            | 9                | 152              | 114              | 19               | 19               | 41     | 910    | 721    | 90     | 99     |
| I. Baijens      | 3        | 6        | 3        | 2        | 1        | -            | -            | -            | -            | -            | 4                | 29               | 24               | 2                | 3                | 7      | 35     | 27     | 4      | 4      |
| K. Bajema       | 25       | 121      | 99       | 18       | 4        | 2            | 1            | 1            | 0            | 0            | 10               | 66               | 53               | 9                | 4                | 37     | 188    | 153    | 27     | 8      |
| B. Castillo     | 30       | 0        | 0        | 0        | 0        | 2            | 0            | 0            | 0            | 0            | 10               | 0                | 0                | 0                | 0                | 42     | 0      | 0      | 0      | 0      |
| A. da Silva     | 29       | 258      | 151      | 84       | 23       | 2            | 18           | 12           | 5            | 1            | 8                | 72               | 44               | 25               | 3                | 39     | 348    | 207    | 114    | 27     |
| G. Gennari      | 12       | 16       | 4        | 7        | 5        | -            | -            | -            | -            | -            | 1                | 0                | 0                | 0                | 0                | 13     | 16     | 4      | 7      | 5      |
| E. Graziani     | 22       | 86       | 47       | 31       | 8        | 1            | 8            | 5            | 3            | 0            | 7                | 32               | 17               | 12               | 3                | 30     | 126    | 69     | 46     | 11     |
| B. Herbots      | 27       | 233      | 206      | 12       | 15       | 2            | 28           | 21           | 3            | 4            | 8                | 60               | 53               | 4                | 3                | 37     | 321    | 280    | 19     | 22     |
| A. Kotikova     | 9        | 2        | 2        | 0        | 0        | 0            | 0            | 0            | 0            | 0            | 8                | 5                | 4                | 1                | 0                | 17     | 7      | 6      | 1      | 0      |
| G. Mancini      | 5        | 0        | 0        | 0        | 0        | 0            | 0            | 0            | 0            | 0            | 1                | 4                | 4                | 0                | 0                | 6      | 4      | 4      | 0      | 0      |
| C. Mingardi     | 29       | 235      | 210      | 22       | 3        | 2            | 10           | 10           | 0            | 0            | 4                | 25               | 22               | 3                | 0                | 35     | 270    | 252    | 25     | 3      |
| L. Nwakalor     | 30       | 254      | 162      | 72       | 20       | 2            | 25           | 18           | 7            | 0            | 5                | 31               | 23               | 7                | 1                | 37     | 310    | 203    | 86     | 21     |
| M. Ognjenović   | 28       | 52       | 32       | 12       | 8        | 2            | 8            | 7            | 0            | 1            | 10               | 23               | 12               | 6                | 5                | 40     | 83     | 51     | 18     | 14     |
| B. Parrocchiale | 2        | 0        | 0        | 0        | 0        | -            | -            | -            | -            | -            | -                | -                | -                | -                | -                | 2      | 0      | 0      | 0      | 0      |
| M. Ribechi      | 15       | 1        | 0        | 0        | 1        | 1            | 0            | 0            | 0            | 0            | 2                | 0                | 0                | 0                | 0                | 18     | 1      | 0      | 0      | 1      |
| L. Ruddins      | 16       | 82       | 73       | 5        | 4        | 1            | 13           | 13           | 0            | 0            | 6                | 43               | 39               | 0                | 4                | 23     | 138    | 125    | 5      | 8      |
| A. Ung          | 0        | 0        | 0        | 0        | 0        | 0            | 0            | 0            | 0            | 0            | 1                | 1                | 0                | 0                | 1                | 1      | 1      | 0      | 0      | 1      |

P = presenze; PT = punti totali; AV = attacchi vincenti; MV = muri vincenti; BV = battute vincenti